# Palazzo Melissari-Musitano

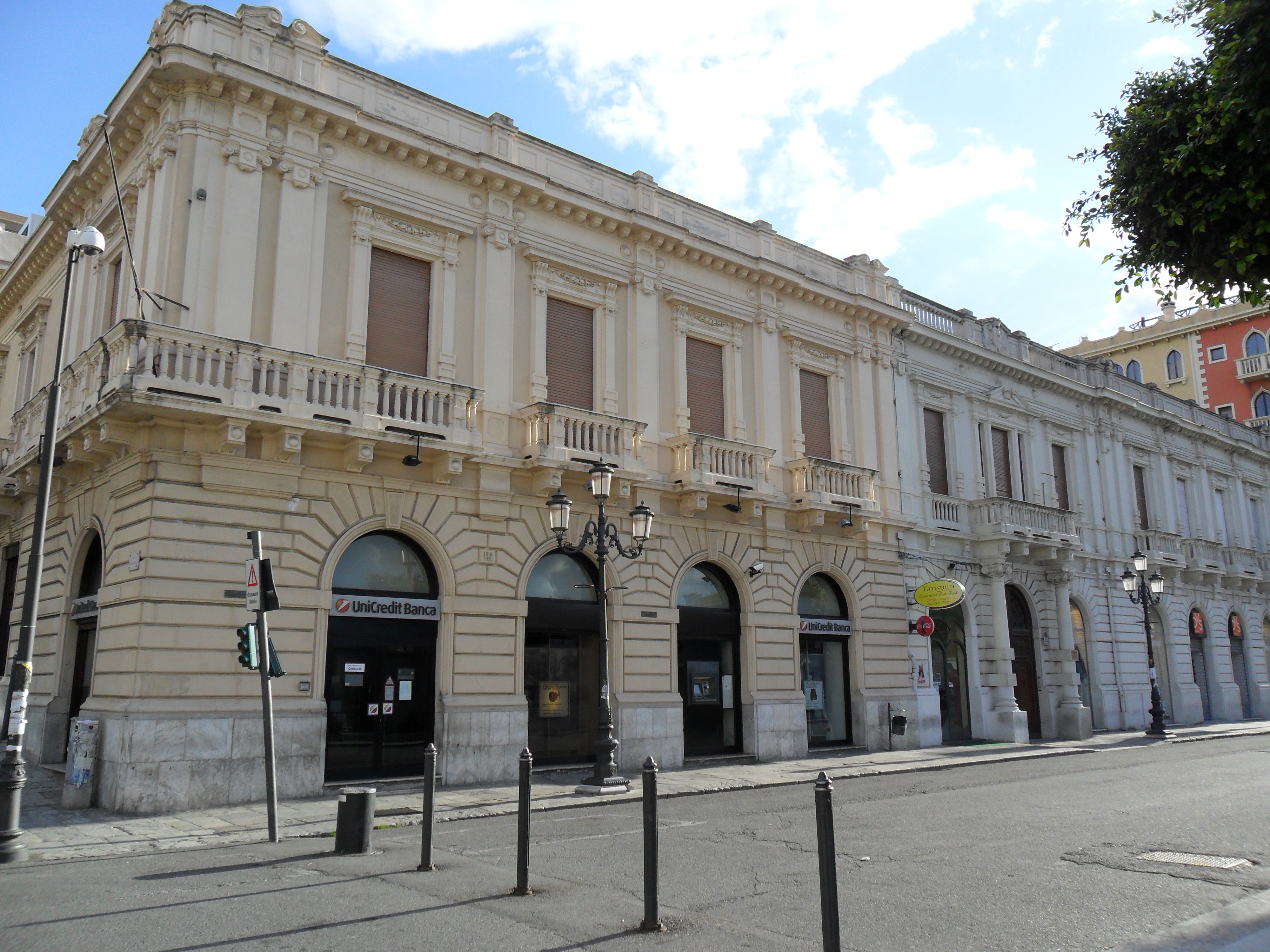
Palazzo Melissari-Musitano in Reggio Calabria, Hauptfassade zum Corso Giuseppe Garibaldi

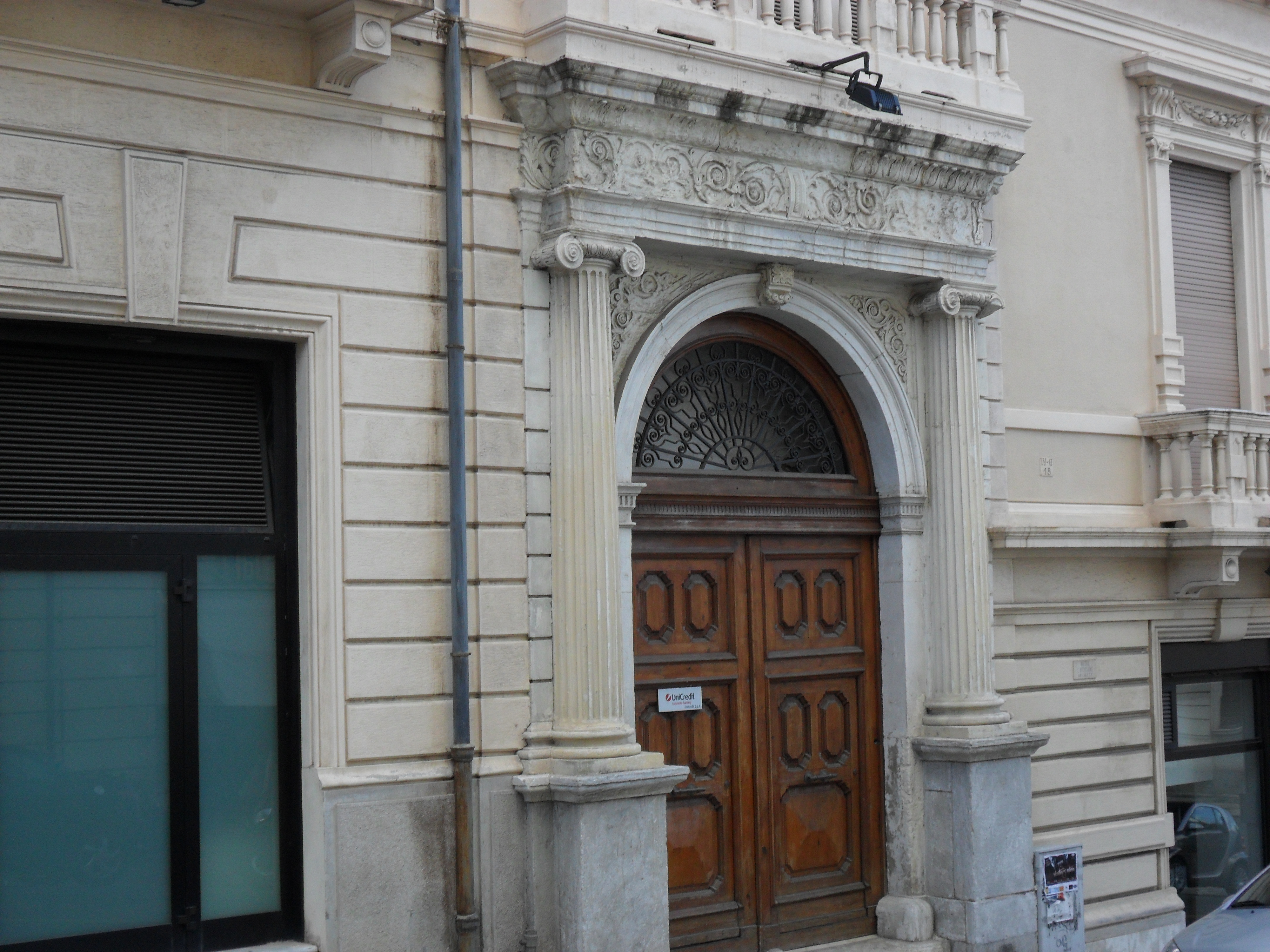
Altes Portal des Palastes, das zum Palast der Familie Arcovito gehörte

Der Palazzo Melissari-Musitano ist ein Palast mit neoklassizistischen und Jugendstilelementen aus den 1910er- und 1920er-Jahren im historischen Zentrum von Reggio Calabria in der italienischen Region Kalabrien. Er den Block zwischen dem Corso Giuseppe Garibaldi, der Via Cattolica dei Greci, der Via Giuseppe Logoteta und der Via Tommaso Campanella. Das Gebäude bildet eine der Quinten der Piazza Vittorio Emanuele II, den die Bewohner von Reggio Calabria „Piazza Italia“ nennen, weil das Denkmal der Einheit Italiens steht.

## Geschichte
Die Fassaden des Gebäudes sind nach neoklassizistischem Geschmack gestaltet und zeigen in den Verzierungen Einflüsse des Jugendstils. Sie scheinen einheitlich zu sein, auch wenn das Gebäude in zwei Teilen projektiert wurde, die zu unterschiedlichen Zeiten errichtet wurden. Der Südteil, der an der Ecke zwischen dem Corso Giuseppe Garibaldi, der Via Giuseppe Logoteta und der Via Tommaso Campanella liegt, wurde 1912 unter der Leitung des Bauingenieurs A. Fabrizio errichtet und steht an der Stelle, an der der alte Palast der Familie Melissari aus dem 18. Jahrhundert stand, der beim Erdbeben von 1908 eingestürzt war. Der Nordteil, der an der Ecke zwischen dem Corso Giuseppe Garibaldi, der Via Cattolica dei Greci und der Via Tommaso Campanella liegt, gehört der Familie Musitani und wurde erst 1924 unter der Leitung des Bauingenieurs Lazzarino errichtet, der sich darauf beschränkte, das Projekt des Palazzo Melissari wiederaufzunehmen, wie es die Bauverordnung von 1911 für Gebäude im Stadtzentrum vorschreibt, auch wenn sie unterschiedlichen Familien gehören.

## Beschreibung
Die Fassaden sind durch zwei architektonische Ordnungen gekennzeichnet:
- Im Erdgeschoss zeigen sie glattes Bossenwerk oberhalb des glatten Sockels. Die Reihe von Rundbogenportalen sind mit Bossenwerk gerahmt, das in Diamantenform angeordnet wurde. Das Hauptportal zum Corso Giuseppe Garibaldi wird von zwei Säulen mit ionischen Kapitellen flankiert, die die Konsolen des Mittelbalkons im Obergeschoss stützen. Dagegen gehört das Portal an der Fassade zur Via Cattolica dei Greci zum Palast der Familie Arcovito aus dem 17. Jahrhundert und unterscheidet sich in seinen architektonischen Linien vom vorgenannten.
- Das Obergeschoss, das mit einer Reihe von großen Lisenen mit ionischen Kapitellen versehen ist, die die Fassade vertikal aufteilen, zeigt eine Reihe von Balkonen, zwei davon an den Ecken, die mit Geländern mit kleinen Säulen geschlossen, mit dekorierten Konsolen gestützt und mit Fenstertüren versehen sind, deren Architrave mit floralen Motiven dekoriert und von Lisenen begrenzt sind, die die oben erwähnten bereichern, die an derselben Fassade zu sehen sind. Dies alles krönt ein reiches Gebälk, auf dem ein vorspringendes Untertraufgesims mit kleinen, behauenen Konsolen, einer dekorierten Balustrade, bereichert von verschiedenen architektonischen Elementen, ruht.